# Lo-Ruhama
Lo-Ruhama ist im Alten Testament die Tochter des Propheten Hosea.

## Etymologie
Bei dem hebräischen Namen לֹ֣א רֻחָ֑מָה lo ruchama handelt es sich um einen Verbalsatz. Er bedeutet „sie findet kein Erbarmen“. רֻחָ֑מָה ruchama ist 3. Person Singular femininum des Passivstammes Pu'al zu רחם rchm „sich jemandes erbarmen“ und bedeutet „Erbarmen finden“. Wortverwandt ist das Substantiv רֶ֖חֶם ræchæm, welches „Mutterschoß“ bedeutet.
In der Septuaginta wird der Name mit οὐκ-ἠλεημένη uk-ēleēmenē wiedergegeben, das heißt übersetzt „Nicht-Geliebte“.

## Biblischer Bericht
JHWH beauftragt Hosea, eine Kultdirne zur Frau nehmen und Kinder zu zeugen. Diese Zeichenhandlung soll verdeutlichen, dass das Volk JHWH verlassen hat und zur Dirne geworden ist (Hos 1,2 ). Hosea gehorcht der Anweisung JHWHs und heiratet Gomer, die Tochter Diblajims. Sie gebärt ihm drei Kinder: den Sohn Jesreel, die Tochter Lo-Ruhama und den Sohn Lo-Ammi (Hos 1,4–9 ).
In dem Heilsworten Hos 2,1–3  und Hos 2,18–25  wird der Name Lo-Ruhama aufgegriffen. In Hos 2,3  erfolgt eine Umbenennung von Lo-Ruhama („sie findet kein Erbarmen“) in Ruhama („sie findet Erbarmen“). In Hos 2,25  spricht JHWH zu Lo-Ruhama („sie findet kein Erbarmen“): „Ich habe Erbarmen mit Lo-Ruhama“.
Eine Anspielung auf diesen Namen findet sich in Röm 9,25 , wo es heißt: „Ich will das mein Volk nennen, das nicht mein Volk war, und meine Geliebte, die nicht meine Geliebte war.“ Der Name wird hier auf die beginnende Mission von Nicht-Juden hin gedeutet. Diese werden auch in die Gemeinschaft der von Gott Geliebten aufgenommen.